# Amphibienbiotope an der Hohen Warte
Die Amphibienbiotope an der Hohen Warte sind ein Naturschutzgebiet im niedersächsischen Flecken Delligsen und im gemeindefreien Gebiet Grünenplan im Landkreis Holzminden sowie im Flecken Duingen im Landkreis Hildesheim.

## Allgemeines
Das Naturschutzgebiet mit dem Kennzeichen NSG HA 223 ist circa 78 Hektar groß. Es ist nahezu deckungsgleich mit dem gleichnamigen, 77 Hektar großen FFH-Gebiet. Das Gebiet steht seit dem 22. November 2018 unter Naturschutz. Zuständige untere Naturschutzbehörden sind die Landkreise Holzminden und Hildesheim.

## Beschreibung
Das Naturschutzgebiet liegt westlich von Alfeld (Leine) am Hilsrand. Es stellt ein Areal mit teilweise aufgelassenen Tongruben unter Schutz. Im Gebiet sind mehrere, durch den Tonabbau entstandene Gewässer sowie temporäre Klein- und Kleinstgewässer zu finden. Weiterhin sind mehrere Bachtäler und bewaldete Hänge des Hils in das Naturschutzgebiet einbezogen. In den Waldgebieten sind mehrere Tümpel mit Wasservegetation zu finden.
Das Naturschutzgebiet ist Lebensraum verschiedener Amphibien. Hier sind u. a. Gelbbauchunke, Geburtshelferkröte, Kammmolch und Fadenmolch heimisch. Weiterhin sind die Gewässer Lebensraum verschiedener Libellen. Außerdem beherbergen sie ein Vorkommen des Edelkrebses.
Die Bäche sind als naturnahe Fließgewässer ausgeprägt. Sie werden teilweise von Erlen-Eschen-Auwäldern mit Schwarzerle und Esche begleitet, in deren Krautschicht u. a. Winkelsegge, Bachsternmiere und Hohe Schlüsselblume zu finden sind. Ansonsten stocken an den Hängen des Hils Buchen- und Eichen-Hainbuchenwälder. Die Buchenwälder sind als Hainsimsen- bzw. Waldmeister-Buchenwälder ausgebildet. Stellenweise sind im Naturschutzgebiet Hutewaldrelikte in Form alter Eichen zu finden. Die Wälder verfügen über einen hohen Alt- und Totholzanteil. In versumpften Bereichen der ehemaligen Tongrube wachsen Erlen- und Weidenbruchwälder.
Die Wälder werden forstwirtschaftlich bewirtschaftet. Der Bereich entlang des Knippsieggrabens ist aus der Nutzung ausgenommen. Teilflächen im Naturschutzgebiet werden landwirtschaftlich genutzt. In den in das Naturschutzgebiet hineinreichenden Vorranggebieten für Rohstoffgewinnung ist die Wiederaufnahme des Tonabbaus zulässig.